# Aborto en Colombia

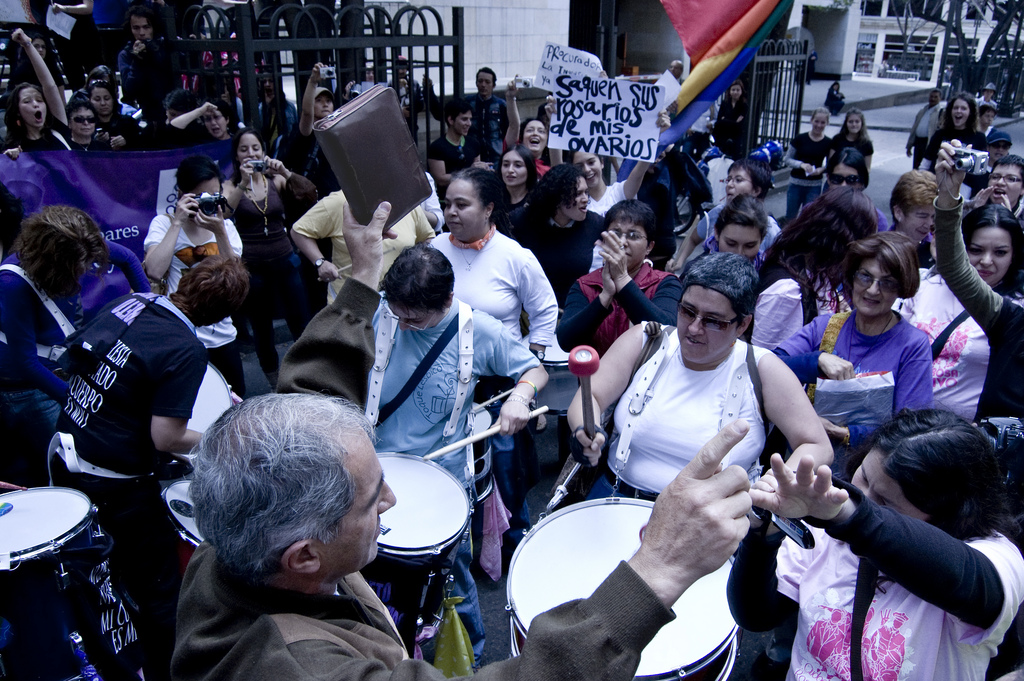
Protestas en 2009 apoyando el derecho al aborto en Colombia.

El aborto inducido o interrupción voluntaria del embarazo en Colombia es legal. El aborto libre es legal hasta las 24 semanas de gestación (viabilidad), por sentencia C-055-22 de la Corte Constitucional del 21 de febrero de 2022. Además, el aborto en las 3 causales (riesgo de muerte de la gestante, malformación del feto o violación) es legal en cualquier momento del embarazo, estas causales fueron legalizadas desde la Sentencia C-355 de 2006 dictada por la Corte Constitucional de Colombia.
El aborto inducido o interrupción voluntaria del embarazo está legalizado en numerosos países del mundo y puede practicarse durante un tiempo determinado de la gestación. En otros tiene unas causas limitadas y en otros países la interrupción voluntaria del embarazo por decisión de la mujer es ilegal y está penado.

## Despenalización del aborto libre hasta la semana 24 - 2022

### Despenalización del aborto hasta las 24 semanas de gestación
Por sentencia de la Corte Constitucional C-055; del 21 de febrero de 2022 se dio en Colombia un cambio, el cual permite que se pueda abortar libre y legalmente hasta la semana 24 de gestación (cinco meses y medio de embarazo), y siguiendo con las 3 causales actuales durante el tiempo que reste hasta el término del embarazo se podrá acceder a la Interrupción Voluntaria del Embarazo (IVE).

## Despenalización parcial del aborto en tres supuestos - 2006
El aborto en Colombia fue despenalizado en 2006, en solo tres causas o supuestos, mediante una demanda de inconstitucionalidad interpuesta por la doctora y abogada Mónica Roa ante la Corte Constitucional. Varios grupos feministas y mujeres activistas por derechos sexuales y reproductivos como María Ladi Londoño y la francesa Florence Thomas, entre otras, lucharon para poder despenalizar el aborto en Colombia como un caso de justicia social, estas luchas se dieron ante el Congreso de la República con el objeto de promover leyes favorables a la libertad de elección de las mujeres ante un embarazo no deseado o un embarazo adolescente. Fue decisiva la llegada de la abogada Mónica Roa con un proyecto de alto litigio para la despenalización del aborto en Colombia apoyado por la organización internacional Women's Link Worldwide. Finalmente por medio de la Corte Constitucional de Colombia y con gran apoyo de varios grupos de mujeres y Organizaciones no gubernamentales se hizo pública la carta de inconstitucionalidad en la que se mencionaba que la penalización total del aborto en Colombia es injusto y por ende las tasas de abortos inseguros y abortos clandestinos eran muy altos y ocasionaban la muerte a muchas mujeres o quedaban con importantes secuelas para toda la vida por procedimientos inseguros al abortar, causando así una crisis de salud pública nacional. Finalmente, en 2006, la corte promulgó la Sentencia de la Corte Constitucional Colombiana C-355 de 10 de mayo de 2006, a raíz del caso de Martha Sulay González, se permite abortar legalmente en tres situaciones específicas:

...no se incurre en delito de aborto, cuando con la voluntad de la mujer, la interrupción del embarazo se produzca en los siguientes casos: (I) Cuando la continuación del embarazo constituya peligro para la vida o la salud física o mental de le mujer, certificada por un médico; (II) Cuando exista grave malformación del feto que haga inviable su vida, certificada por un médico; y, (III) Cuando el embarazo sea el resultado de una conducta, debidamente denunciada, constitutiva de acceso carnal o acto sexual sin consentimiento, abusivo o de inseminación artificial o transferencia de óvulo fecundado no consentidas, o de incesto.

### Supuesto 1 - Cuando existe peligro para la salud física o mental de la mujer
Cuando la continuación del embarazo constituya peligro para la vida de la mujer, o afecte su salud física o mental, el único requisito legal que se le puede pedir a esta mujer es el certificado de un médico o psicólogo, otro requisito extra que alguna entidad prestadora de salud solicite es ilegal. La Corte Constitucional Colombiana utiliza el referente de salud de la Organización mundial de la Salud, que menciona que la salud es un estado de completo bienestar entre lo físico, lo mental, lo psicológico y lo social.

### Supuesto 2 - Cuando exista grave malformación del feto que haga inviable su vida extrauterina
Las enfermedades o malformaciones del feto que hagan inviable su vida fuera del útero es otra causal para acceder al aborto legal en Colombia. Es importante aclarar que no cualquier malformación en el feto es una causal legal de aborto sino solamente aquellas que impidan la vida fuera del útero.

### Supuesto 3 - En caso de acceso carnal violento, transferencia de óvulo fecundado o inseminación artificial no consentida
Se ha considerado que la concepción como causa de la violación es susceptible de provocar graves perjuicios psicológicos para la mujer, por lo que el ordenamiento jurídico colombiano contempla este caso como uno de los supuestos casos en los que se legitima a la embarazada para interrumpir la gestación. La sentencia C355/06 de la corte constitucional colombiana despenalizó el aborto cuando el embarazo es resultado de una conducta constitutiva de acceso carnal violento, abusivo, debidamente denunciado, o de inseminación artificial o transferencia de óvulo fecundado no consentidas, o de incesto.

## Penas por aborto en casos no despenalizados
Las penas en Colombia por la práctica del aborto, en los casos no despenalizados por la Corte Constitucional (hasta la 24 semana y en los tres causales) y según el artículo 122 del Código Penal colombiano es: "La mujer que causare su aborto o permitiere que otro se lo cause, incurrirá en prisión de dieciséis (16) a cincuenta y cuatro (54) meses. A la misma sanción estará sujeto quien, con el consentimiento de la mujer, realice la conducta prevista en el inciso anterior."

## Número de abortos, mortalidad materna y embarazo adolescente
El aborto clandestino es la cuarta causa de mortalidad materna en Colombia. Se considera una de las prioridades para la mejora de la salud reproductiva.
En mujeres adolescentes entre 15 y 19 años en 2019 hubo 115.176 nacimientos frente a los 106.957 de 2020. Es decir, una reducción de 8.219 partos. En el año 2020, según AI, unas 4.268 niñas -entre 10 y 14 años- quedaron embarazadas y fueron madres en COLOMBIA. Aunque las relaciones sexuales con niñas de esa edad son consideradas violaciones.
En 2022 según estimaciones de Amnistía internacional (AI) en Colombia se calcula que se realizan 400.000 abortos, de los cuales el 90% -unos 360.000 son abortos clandestinos o abortos inseguros y se realizan sin medidas sanitarias suficientes- y solamente el 10% son llevados a cabo en instituciones sanitarias.

## Movimiento en contra y a favor del aborto
Los movimientos contrarios a la interrupción voluntaria del embarazo consideran que por motivos religiosos, éticos y morales no se debe realizar y defienden la vida del embrión razón por la que se autodenominan grupos provida. Estos grupos promueven la prohibición total o parcial del aborto y su castigo penal.
Los movimientos por el derecho al aborto libre están a favor la 'libertad de elección' ante un embarazo no deseado por lo que son conocidos como proelección. Estos grupos, de ideología liberal, feministas y de la izquierda política, reivindican la interrupción voluntaria del embarazo en condiciones de libertad, legalidad y seguridad sanitaria para la mujer embarazada y argumentan que es un derecho de la mujer recogido en los derechos reproductivos, la autonomía reproductiva y la libertad individual.